# Gretastjärnen
Gretastjärnen är en sjö i Vilhelmina kommun i Lappland och ingår i Ångermanälvens huvudavrinningsområde. Sjön har en area på 0,115 kvadratkilometer och ligger 524,7 meter över havet.

## Delavrinningsområde
Gretastjärnen ingår i det delavrinningsområde (720470-151447) som SMHI kallar för Utloppet av Stor-Dainan. Medelhöjden är 522 meter över havet och ytan är 27,46 kvadratkilometer. Räknas de 4 avrinningsområdena uppströms in blir den ackumulerade arean 45,91 kvadratkilometer. Dainabäcken som avvattnar avrinningsområdet har biflödesordning 3, vilket innebär att vattnet flödar genom totalt 3 vattendrag innan det når havet efter 327 kilometer. Avrinningsområdet består mestadels av skog (68 procent). Avrinningsområdet har 6,34 kvadratkilometer vattenytor vilket ger det en sjöprocent på 23,1 procent.